# Шпаннагель
47°04′49″ пн. ш. 11°40′18″ сх. д. / 47.08028° пн. ш. 11.67167° сх. д.
Шпаннагель (нім. Spannagelhöhle)  — печера відкрита для відвідувачів в Ціллертальських Альпах в австрійській землі Тіроль. На кінець 2010-х обстежено близько 10 км печери; екскурсії дають доступ до 500 метрів печери. Її вхід розташований під Шпаннагельхаус (2531 м), гірською будівлею, якою раніше опікувався Австрійський туристичний клуб (ÖTK). Печера і хатина названі на честь д-ра Рудольфа Спаннагеля, який був президентом ÖTK з 1902 по 1904 рік.

## Формування
Переважна частина циллертальських Альп складається з кристалічних первинних порід, плутонів і метаморфічних порід, які не підтримують утворення печер. Єдиним винятком є кишені породи, здатні до карстифікації, такі як вапняк, доломіт, гіпс та інші карбонати. Ці кишені, як правило, мають досить низьку товщину і дозволяють утворити лише невеликі печери. Створення печер також вимагає розчинності у воді. Шпаннагельська печера виникла у великій жилі юрського кальцитового мармуру утворення Хохштегена , мармуру з вмістом карбонату понад 90%, що проходить через мантію вікна Західного Тауерна. Формування цієї великої печери в результаті геологічної корозії (і змішування корозії) пояснюється тектонікою регіону.

## Особливості
У печері дуже вогко, туди проникає велика кількість вологи (що призводить навіть до появи каскадів). Різні потокові переходи (Mündungslöcher) утворюють сифони в місцях, які доступні тільки під водою. У тих печерах, що знаходяться далеко від світла, зустрічаються рідкісні геліктити. Система печери Шпаннагель простягається від льодовика Гефрорн-Ванд-Кіс до Lärmstange, 2686 м, і є найбільшою печерою в Європі   з вимірюваною довжиною до 10 кілометрів. Під час екскурсій пояснюється безліч особливостей печери (кольоровий мармур, різні кальциновані агломерації, спелеотеми, кристали, мармури та колки). Окрім того, описано вік печери та її формування, а також її флора і фауна, клімат і печерна атмосфера, що є корисною для людей з хворобами легенів. Кажани з'являються лише в околицях виходів з печери — хоча деякі з них губляться в районі входу. Музей печер був створений у східній частині цього проходу, де видно кілька відкриттів з внутрішньої частини гори.

## Виноски
1. ↑  Spannagel Cave, Austria at www.bookrags.com. (англ.)
2. ↑  Jacoby, E. (1977)